# Риетинские анналы
Риетинские анналы (лат. Annales Reatini) — выполненная на латинском и староитальнском языках историческая компиляция. Анналы названы по имени своего раннего издателя Г. К. ди Риети. Сохранились в рукописи XV в. Охватывают период с 1054 по 1377 гг. Содержат сведения преимущественно по истории Италии.

## Издания
- Annales Reatini / ed. L. C. Bethmann // MGH, SS. Bd. XIX. Hannover. 1866, p. 267—268[2].

## Переводы на русский язык
- Риетинские анналы в переводе И. М. Дьяконова на сайте Восточной литературы